# Бредикис, Витаутас
Ви́таутас Бре́дикис (лит. Vytautas Brėdikis; 20 ноября 1930, Биржай — 15 января 2021, Вильнюс) — советский и литовский архитектор, народный архитектор Литовской ССР (1984), лауреат Ленинской премии (1974).

## Биография
В 1937—1949 годах учился в Биржайской гимназии. Окончил Художественный институт Литовской ССР в Вильнюсе (1955).
В 1955—1965 годах — в Институте проектирования городского строительства в Вильнюсе, с 1960 года был руководителем группы, с 1964 года — главный архитектор проектов.
С 1965 года преподавал в Художественном институте (ныне Вильнюсская художественная академия), доцент (1971), профессор (1984), в 1988—1993 годах — ректор Вильнюсской художественной академии.

## Награды и звания
Член Союза архитекторов Литвы, народный архитектор Литовской ССР (1984); заслуженный архитектор Литвы; лауреат Ленинской премии (1974), премии Совета министров СССР (1975), Государственной премии Литовской ССР (1984). Награждён орденом Великого князя Литовского Гядиминаса третьей степени (1998), медалью Независимости Литвы, а также орденом Рыцаря архитектуры Союза архитекторов Литвы.

## Важнейшие работы
- Жилой район Антакальнис (1960, Вильнюс)
- Жилой район Лаздинай (начат в 1967 году, Вильнюс; совместно с В. Чеканаускасом; Ленинская премия, которую, помимо авторов проекта, получили также архитекторы В. К. Бальчюнас, Г. Валюшкис, строители А. Клейнотас, В. Шилейка[2])
- Автобусный вокзал (1974, Вильнюс; премия Совета министров СССР, 1975)
- Площадь в Биржай с памятником поэту Юлюсу Янонису (скульптор Константинас Богданас, 1976)
- Учебный корпус Художественного института Литовской ССР (совместно с В. Насвитисом, 1981; Государственная премия Литовской ССР, 1984)

Кроме того, проектировал типовые жилые дома (1957—1958), сельские школы (1959); подготовил проект реставрации Двора Скарги Вильнюсского университета (1979). Автор проекта производственного корпуса Стройтреста (1973), а также проектов архитектурной части свыше десятка скульптурных надгробных памятников в Вильнюсе и в других городах и проектов интерьеров и выставок; соавтор проекта детальной планировки и застройки общественного центра на правом берегу реки Вилии в Вильнюсе (совместно с А. Насвитисом и В. Чеканаускасом, 1964).